# Pseudembia paradoxa
Pseudembia paradoxa is een insectensoort uit de familie Embiidae, die tot de orde webspinners (Embioptera) behoort. De soort komt voor in India.
Pseudembia paradoxa is voor het eerst wetenschappelijk beschreven door Davis in 1939.